# Cantharellus cinnabarinus
Cantharellus cinnabarinus é uma espécie de fungo pertencente à família Cantharellaceae.

## Galeria

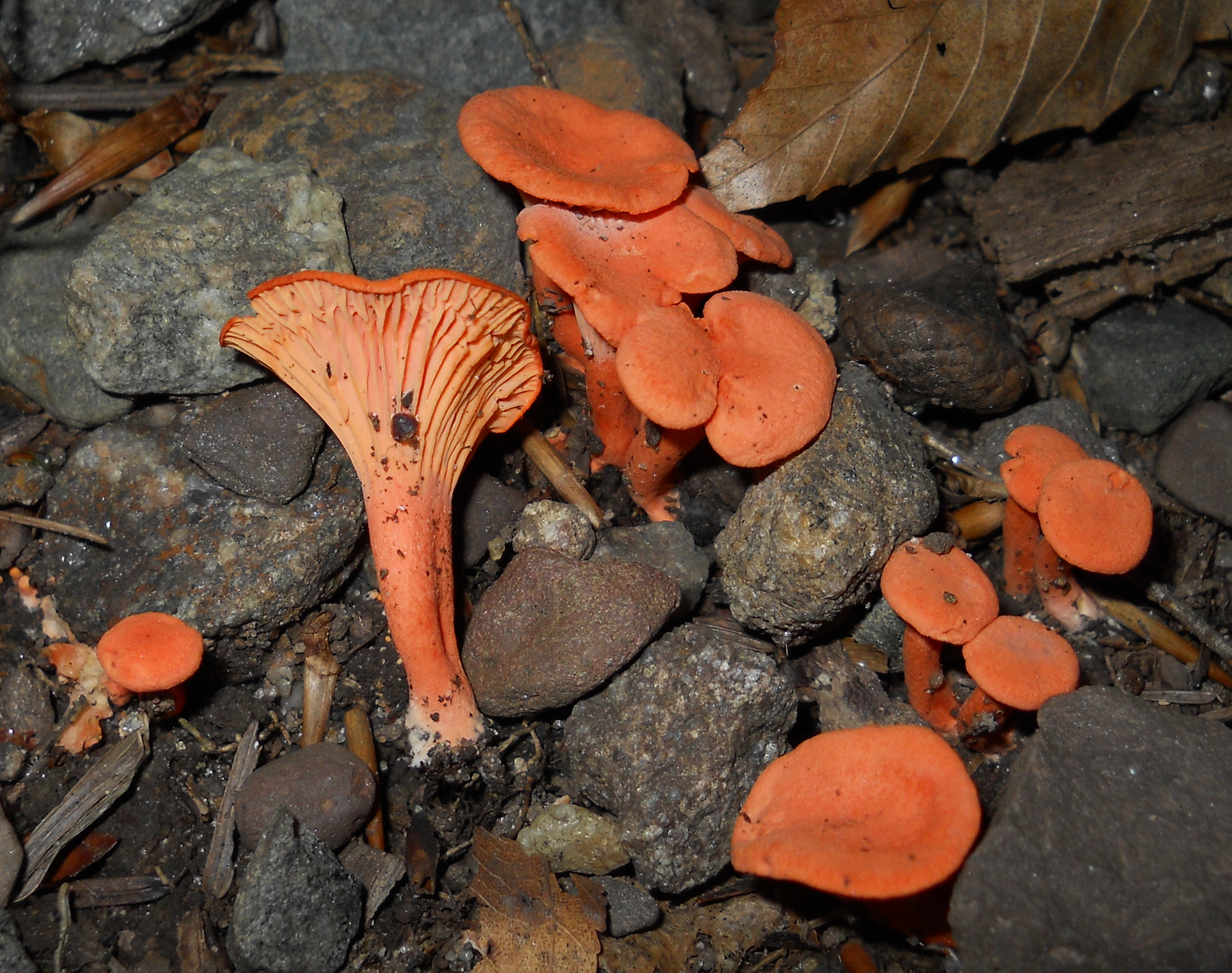
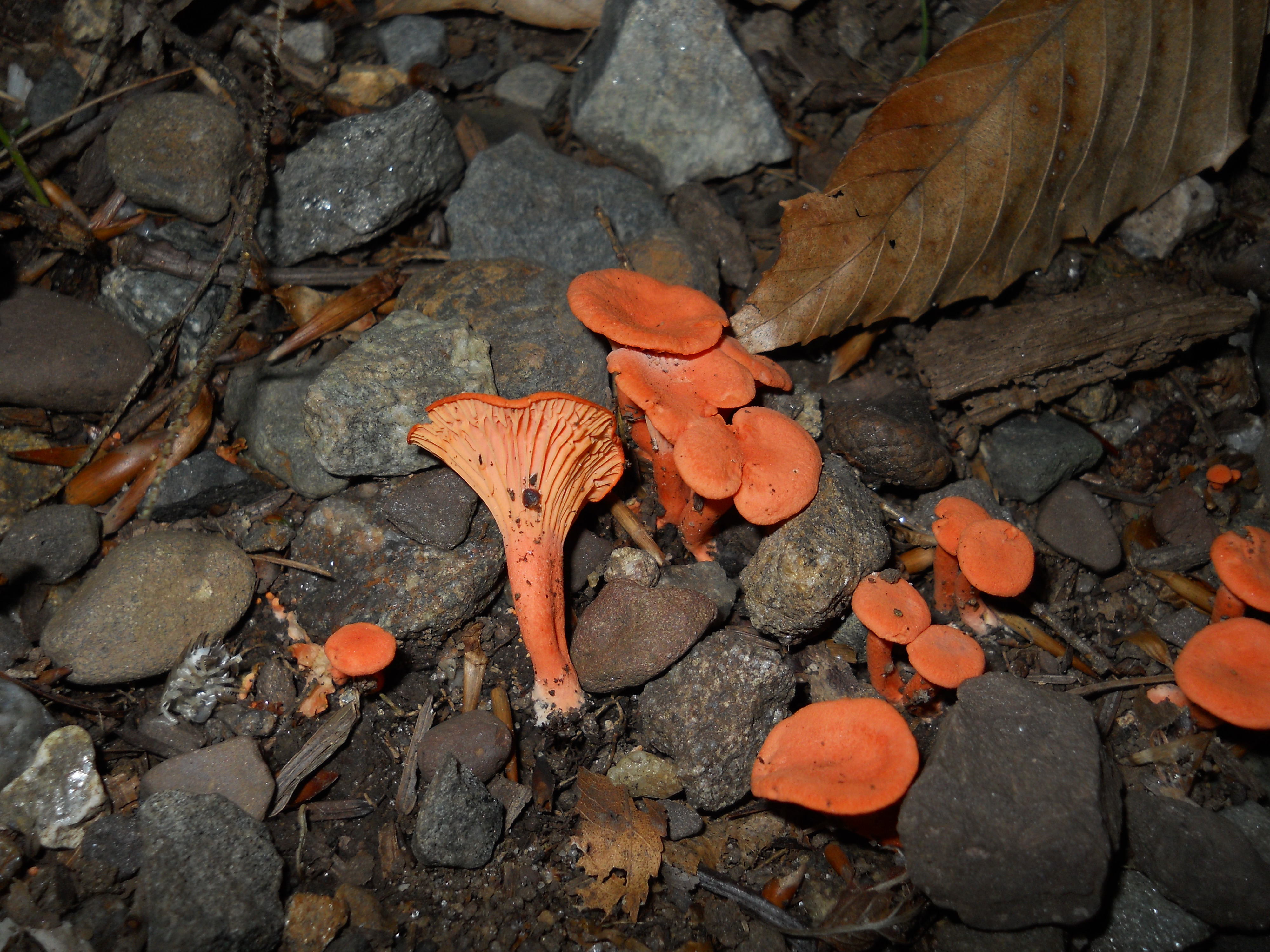
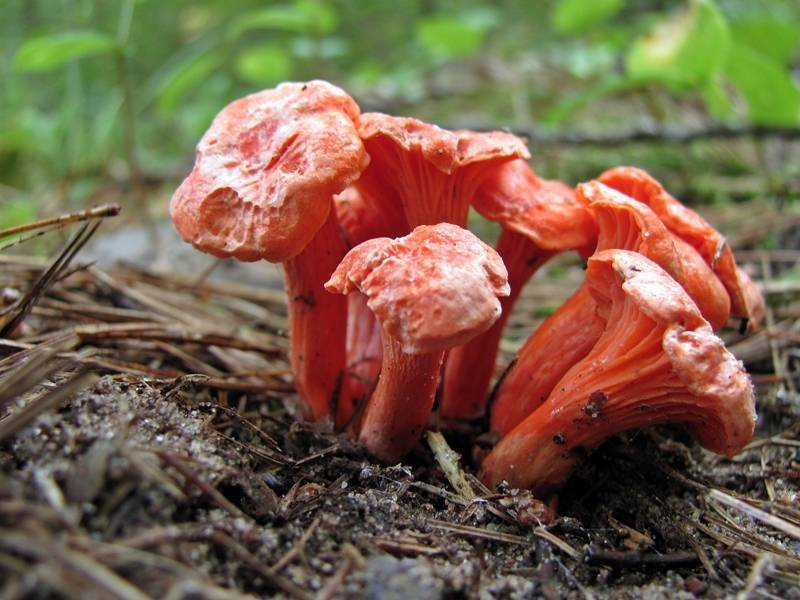
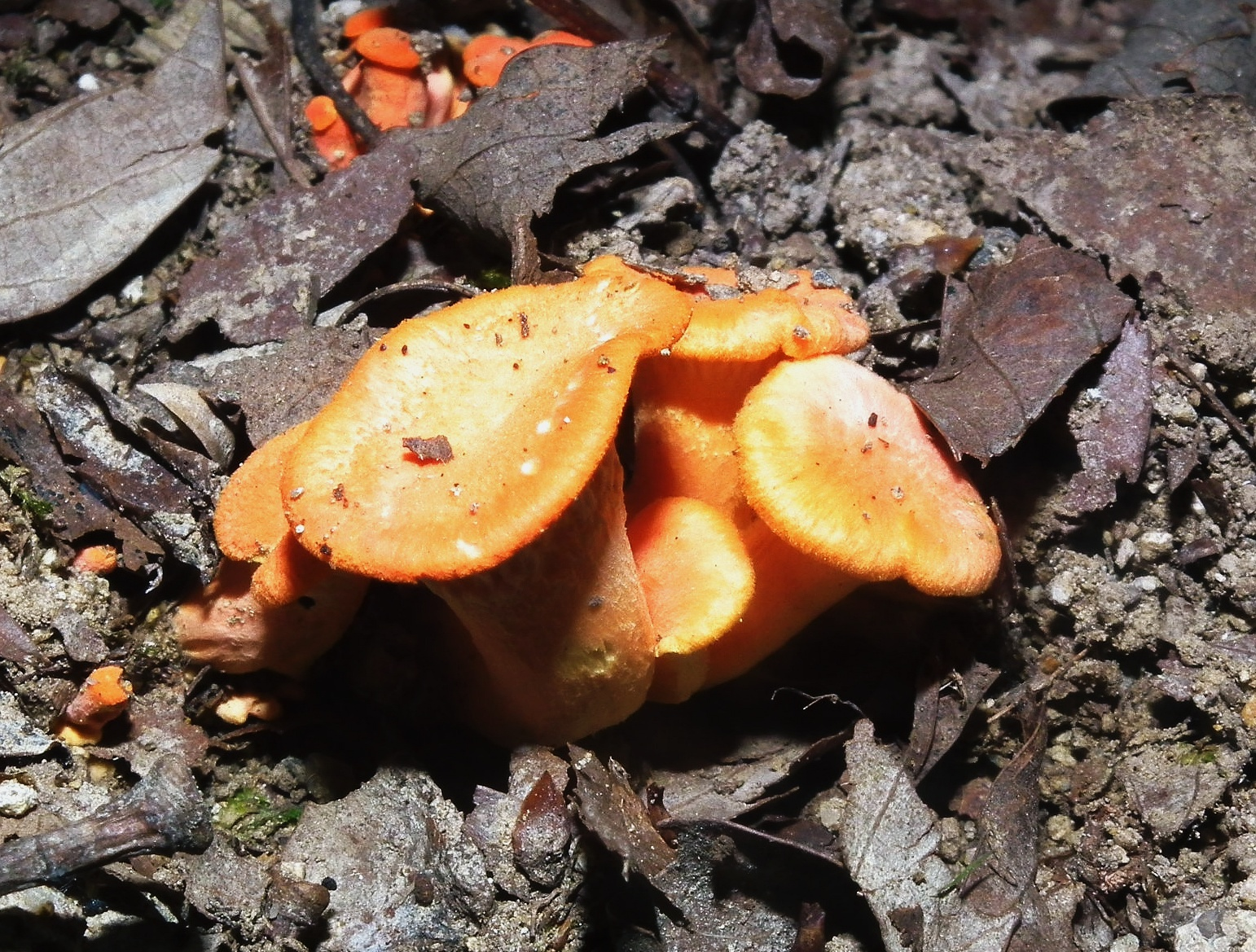